# Federazione di rugby a 15 della Giordania
La Federazione Rugby XV della Giordania è l'organo che governa il Rugby a 15 nella Giordania.